# Миланово (Шуменська область)
Мила́ново (болг. Миланово) — село в Шуменській області Болгарії. Входить до складу общини Великий Преслав.

## Населення
За даними перепису населення 2011 року у селі проживали 619 осіб.
Національний склад населення села:
| Національність   | Кількість осіб | Відсоток |
| ---------------- | -------------- | -------- |
| турки            | 509            | 88,2%    |
| болгари          | 59             | 10,2%    |
| цигани           | 0              | 0%       |
| інша             | 4              | 0,7%     |
| не визначились   | 5              | 0,9%     |
| Всього відповіли | 577            |          |

Розподіл населення за віком у 2011 році:
Динаміка населення: